# Starlux Airlines
STARLUX Airlines (chinês: 星宇航空, pinyin: Xīngyǔ Hángkōng) é uma companhia aérea internacional taiwanesa com sede em Taipé, Taiwan, e operou seu primeiro voo de Taipei para Macau em 23 de janeiro de 2020.

## História
A empresa foi registrada em 2016 no Ministério de Assuntos Econômicos de Taiwan. Isso foi confirmado por Chang Kuo-wei em 30 de novembro de 2016, ex-presidente da companhia aérea taiwanesa EVA Air. A companhia aérea registrou-se na Administração de Aeronáutica Civil de Taiwan no primeiro semestre de 2017, e estava planejado, no final de 2016, que a companhia aérea iniciaria suas operações em 2018. O Ministério de Assuntos Econômicos de Taiwan recebeu o pedido formal para estabelecer a companhia aérea sob o nomeie Starlux Airlines em 22 de maio de 2017.
Em março de 2019, o presidente da companhia aérea, Chang Kuo-wei, assinou um pedido para 17  Airbus A350 XWB, que também foi o maior acordo de compra individual de Airbus do país. Em setembro de 2019, a companhia aérea anunciou os primeiros destinos a serem lançados, consistindo em Da Nang, Macau e Penang com início em 23 de janeiro de 2020. Em 25 de outubro de 2019, a primeira aeronave da companhia aérea, um Airbus A321neo, foi entregue de Hamburgo, na Alemanha, antes de o avião chegar ao hub da companhia aérea no Aeroporto Internacional de Taiwan Taoyuan em 29 de outubro, após fazer escalas em Dubai e Bangkok. Em 10 de dezembro de 2019, a Starlux recebeu o certificado de operador aéreo (AOC) da Administração de Aeronáutica Civil de Taiwan, seguido da abertura formal de reservas em 16 de dezembro de 2019 para o início dos serviços no mês seguinte.
Devido à pandemia COVID-19 e seus impactos na aviação, que começou a ocorrer poucos meses após a inauguração da companhia aérea, a Starlux anunciou a suspensão da maioria de seus serviços, exceto para Da Nang. Posteriormente, devido à pandemia, a companhia aérea também atrasou o lançamento de seus serviços de Cebu duas vezes e adiou indefinidamente o lançamento de seus serviços para Naha.

## Destinos
Starlux Airlines opera ou operou para os seguintes destinos a Desde junho de  2024  :
| País / Região  | Cidade                | Aeroporto                                     | Notas                          | Ref                  |
| -------------- | --------------------- | --------------------------------------------- | ------------------------------ | -------------------- |
| Guam           | Hagåtña               | Aeroporto Internacional de Antonio B. Won Pat | Destino sazonal ou voo fretado | [ 9 ]                |
| Hong Kong      | Hong Kong             | Aeroporto Internacional de Hong Kong          | Começa em 16 Julho 2024        | [ 10 ]               |
| Indonésia      | Jacarta               | Aeroporto Internacional Soekarno-Hatta        |                                | [ 11 ]               |
| Japão          | Fukuoka               | Aeroporto de Fukuoka                          |                                | [ 12 ]               |
| Japão          | Kumamoto              | Aeroporto de Kumamoto                         |                                | [ 13 ]               |
| Japão          | Nagoya                | Aeroporto Internacional de Chūbu Centrair     |                                | [ 14 ]               |
| Japão          | Okinawa               | Aeroporto Internacional de Naha               |                                |                      |
| Japão          | Osaka                 | Aeroporto Internacional de Kansai             |                                | [ 15 ]               |
| Japão          | Sapporo               | Novo Aeroporto de Chitose                     |                                |                      |
| Japão          | Sendai                | Aeroporto Internacional de Sendai             |                                | [ 16 ]               |
| Japão          | Takamatsu             | Aeroporto de Takamatsu                        |                                |                      |
| Japão          | Tokushima             | Aeroporto de Tokushima                        |                                |                      |
| Japão          | Tokyo                 | Aeroporto Internacional de Narita             |                                | [ 15 ]               |
| Macau          | Macau                 | Aeroporto Internacional de Macau              |                                | [ 17 ] [ 18 ]        |
| Malásia        | Kuala Lumpur          | Aeroporto Internacional de Kuala Lumpur       |                                | [ 19 ] [ 20 ]        |
| Malásia        | Penang                | Aeroporto Internacional de Penang             |                                | [ 21 ] [ 17 ] [ 18 ] |
| Filipinas      | Cebu                  | Aeroporto Internacional de Mactan–Cebu        |                                | [ 22 ]               |
| Filipinas      | Clark                 | Aeroporto Internacional de Clark              |                                | [ 23 ]               |
| Filipinas      | Manila                | Aeroporto Internacional Ninoy Aquino          | Terminado                      | [ 24 ]               |
| Singapura      | Singapura             | Aeroporto Changi de Singapura                 |                                | [ 25 ] [ 26 ] [ 27 ] |
| Taiwan         | Taipé                 | Aeroporto Internacional de Taiwan Taoyuan     | Base                           | [ 21 ]               |
| Taiwan         | Taichung              | Aeroporto Internacional de Taichung           | Base                           |                      |
| Tailândia      | Bangkok               | Aeroporto Internacional de Suvarnabhumi       |                                | [ 15 ]               |
| Tailândia      | Chiang Mai            | Aeroporto Internacional de Chiang Mai         |                                | [ 28 ]               |
| Estados Unidos | Los Angeles           | Aeroporto Internacional de Los Angeles        |                                | [ 29 ]               |
| Estados Unidos | San Francisco         | Aeroporto Internacional de San Francisco      |                                | [ 14 ]               |
| Estados Unidos | Seattle               | Aeroporto Internacional de Seattle-Tacoma     |                                | [ 30 ]               |
| Vietnã         | Da Nang               | Aeroporto Internacional de Da Nang            |                                | [ 21 ] [ 17 ]        |
| Vietnã         | Hanoi                 | Aeroporto Internacional de Noi Bai            |                                | [ 31 ]               |
| Vietnã         | Cidade de Ho Chi Minh | Aeroporto Internacional Tan Son Nhat          |                                | [ 32 ]               |
| Vietnã         | Phú Quốc              | Aeroporto Internacional Phu Quoc              |                                | [ 33 ] [ 34 ]        |

## Frota

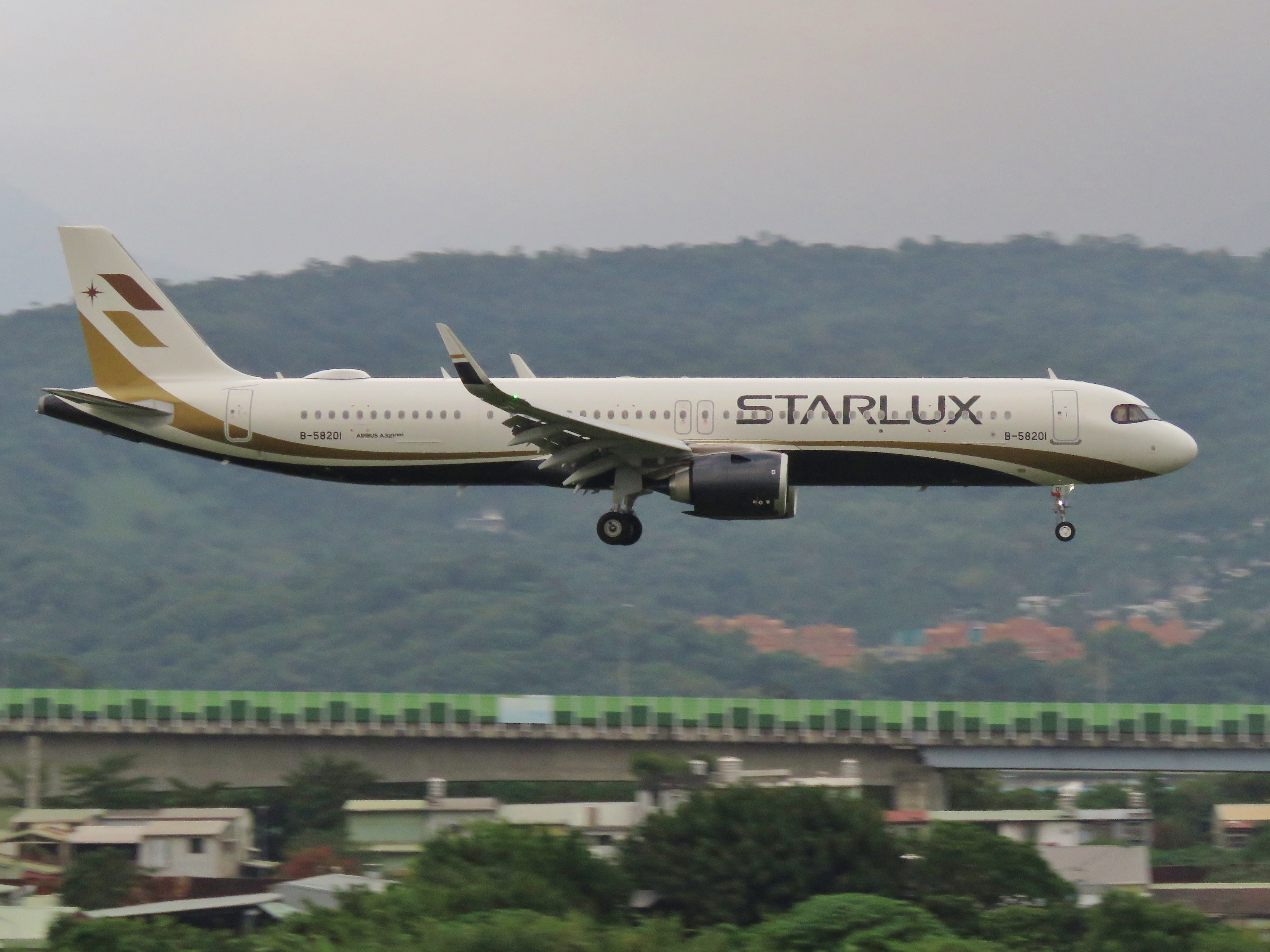
A primeira aeronave da Starlux, um Airbus A321neo, prefixo B-58201, pousando no Aeroporto de Taipei Songshan

A frota da Starlux Airline consiste nas seguintes aeronaves desde Dezembro 2023:
| Aeronave         | Em serviço | Pedidos | Passageiros | Passageiros | Passageiros | Passageiros | Passageiros | Notas                                                                                  | Referências                 |
| Aeronave         | Em serviço | Pedidos | F           | B           | E +         | E           | Total       | Notas                                                                                  | Referências                 |
| ---------------- | ---------- | ------- | ----------- | ----------- | ----------- | ----------- | ----------- | -------------------------------------------------------------------------------------- | --------------------------- |
| Airbus A321neo   | 13         | 6       | —           | 8           | —           | 180         | 188         | Tudo alugado da GECAS                                                                  | [ 37 ] [ 21 ] [ 38 ] [ 39 ] |
| Airbus A330-900  | 4          | 7       | TBA         | TBA         | TBA         | TBA         | TBA         | As entregas em fevereiro de 2022.                                                      | [ 39 ] [ 40 ]               |
| Airbus A350-900  | 5          | 5       | TBA         | TBA         | TBA         | TBA         | TBA         | As entregas no segundo trimestre de 2022. Todas as aeronaves serão entregues até 2025. | [ 41 ] [ 42 ] [ 39 ]        |
| Airbus A350-1000 | —          | 8       | TBA         | TBA         | TBA         | TBA         | TBA         | As entregas no segundo trimestre de 2022. Todas as aeronaves serão entregues até 2025. | [ 41 ] [ 39 ] [ 42 ]        |
| Total            | 11         | 28      |             |             |             |             |             |                                                                                        |                             |